# Schlundegel
Die Schlundegel (Erpobdelliformes, früher Pharyngobdelliformes Caballero, 1952, Pharyngobdellida bzw. Pharyngobdellae Johansson, 1913) sind eine Unterordnung der Egel (Hirudinea), die sich als Prädatoren von verschiedenen Kleintieren – meist Insektenlarven oder Ringelwürmern – ernähren.

## Merkmale
Die Schlundegel zeichnen sich durch einen langen, kräftigen, sehr muskulösen Schlund aus, mithilfe dessen Beutetiere als Ganzes verschlungen werden. Rüssel und Kiefer fehlen. Ebenso hat der Darm keine Blindsäcke, weshalb die Schlundegel auf häufigere Mahlzeiten angewiesen sind als Kieferegel. Die Schlundegel haben 3 bis 4 Augenpaare.
Das Coelom der Schlundegel ist wie bei den Kieferegeln als System enger Gefäße ausgebildet, durch welche die hämoglobinhaltige, als Blut dienende Coelomflüssigkeit fließt und die somit ein sekundäres Blutgefäßsystem darstellen, während das primäre Blutgefäßsystem vollständig reduziert ist. Die beiden lateral verlaufenden muskulösen Hauptgefäße pulsieren und haben somit Herzfunktion. Der Raum zwischen den Gefäßen ist mit Muskelsträngen durchzogen und mit Bindegewebe ausgefüllt.
Den zwittrigen Tieren fehlt ein Penis; das Sperma wird in Spermatophoren ausgetauscht und am Körper des Sexpartners befestigt, und die Spermien durchdringen die Haut.

## Vorkommen, Lebensraum und Artbeispiele
Die Schlundegel sind in stehenden und fließenden Binnengewässern weltweit verbreitet, doch gibt es auch einige als Erdegel bezeichnete Arten, die an Land in feuchten Böden leben. Im Meerwasser gibt es keine Schlundegel.
In saprobiell stark belasteten Fließgewässern Mitteleuropas sehr häufig ist der in die Familie der Rollegel gehörende Achtäugige Schlundegel oder Hundeegel (Erpobdella octoculata), der sich insbesondere von Zuckmückenlarven und Schlammröhrenwürmern ernährt. Eine ähnliche Lebensweise zeigt auch der ausschließlich in Fließgewässern der Stadt Freiburg im Breisgau gefundene Freiburger Bächle-Egel (Trocheta intermedia).

## Systematik
Peter Ax nennt als Autapomorphie der monophyletischen Gruppe Pharyngobdelliformes oder Erpobdelliformes den großen, spiralig gewundenen Pharynx, mithilfe dessen große Beutetiere verschlungen werden können.
Auf Grund neuerer molekulargenetischer Untersuchungen sind eine Reihe kieferloser Egel zu den Hirudiniformes gestellt worden, die großenteils die Kieferegel umfassen.
Die Erpobdelliformes sind hiermit auf folgende Familien eingegrenzt:
- Erpobdellidae Blanchard, 1894
- Gastrostomobdellidae Richardson, 1971
- Orobdellidae Nakano, Ramlah & Hikida, 2012
- Salifidae Johansson, 1910